# Porthidium nasutum
Espèce
Synonymes
- Bothrops nasutus Bocourt, 1868
- Bothriechis probiscideus Cope, 1876
- Bothriopsis brachystoma Cope, 1885
- Bothrops brachystoma (Cope, 1885)
- Bothrops nasuta Bocourt, 1868

Statut de conservation UICN

 LC  : Préoccupation mineure
Porthidium nasutum ou vipère à nez de cochon est une espèce de serpents de la famille des Viperidae.

## Répartition
Cette espèce se rencontre jusqu'à 200 m d'altitude :
- dans le sud du Mexique dans les États de Veracruz et du Yucatán ;

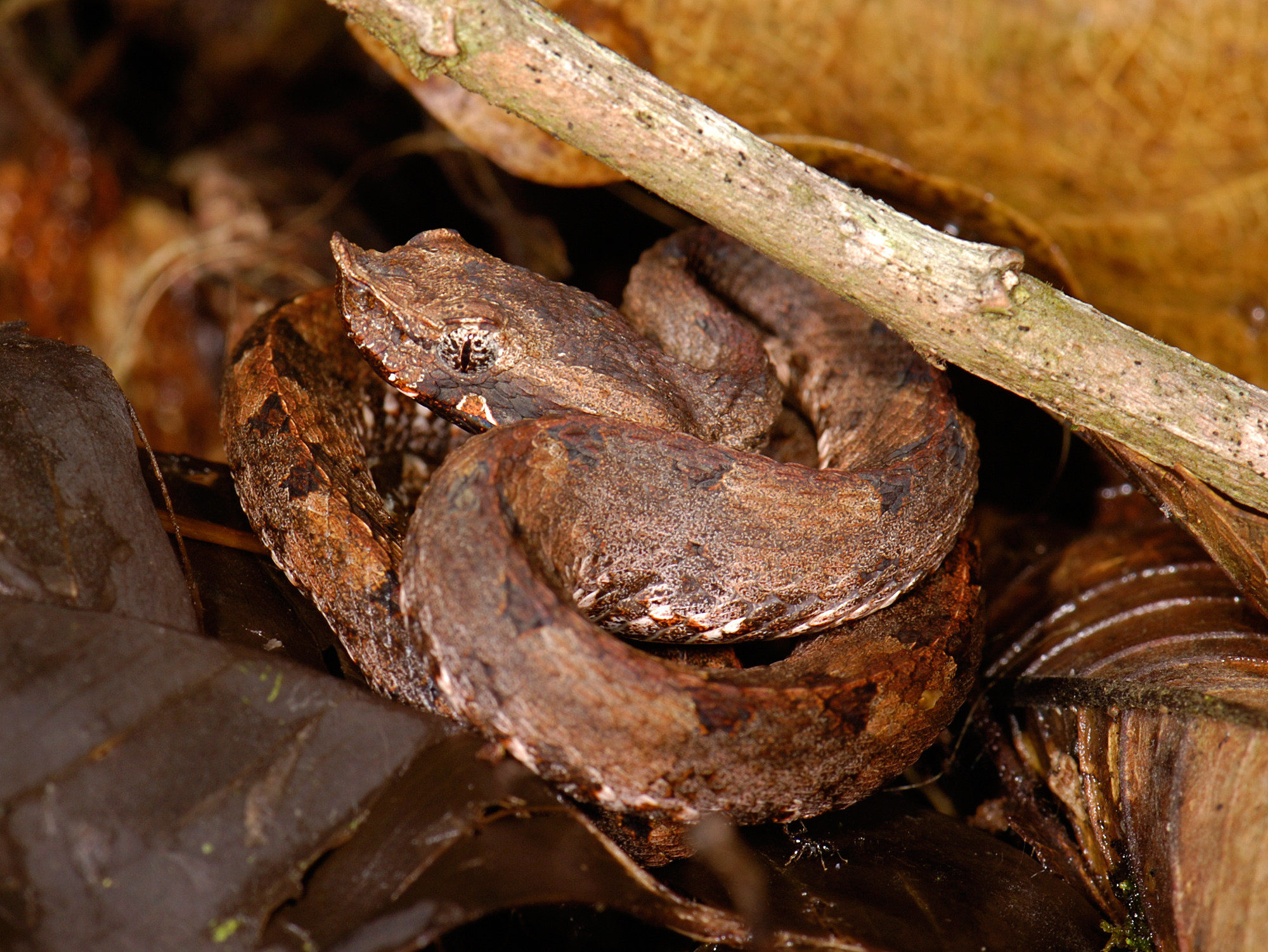

- au Belize ;
- au Guatemala ;
- au Honduras ;
- au Nicaragua ;
- au Costa Rica ;
- au Panama ;
- en Colombie ;
- en Équateur.

## Description
C'est un serpent venimeux qui atteint environ 40 cm, au maximum 60 cm, les femelles étant plus grandes que les mâles.

## Publication originale
- Bocourt, 1868 : Descriptions de quelques crotaliens nouveaux appartenant au genre Bothrops, recueillis dans le Guatémala. Annales Des Sciences Naturelles, Paris, ser. 5, vol. 10, p. 201-202 (texte intégral).